# Zuriaake
Zuriaake (кит. 葬尸湖, пин. Zàngshīhú) — китайская блэк-метал-группа, основанная в Цзинане в 1998 году.

## История
Zuriaake была образована в Цзинане, провинция Шаньдун, в 1998 году музыкантами Bloodsea и Bloodfire. С 2004 года группа пополнилась третьим участником Deadsphere. Об истории группы мало что известно. Согласно статье в South China Morning Post, Zuriaake — одна из самых долгоиграющих метал-групп в Китае.
После подписания контракта с Black Hapiness Records, первым в Китае лейблом, специализирующимся на блэк-метале, Zuriaake выпустили сплит под названием Autumn of Sad Ode — Siming of Loulan вместе с другим коллективом Bloodfire — Yn Gizarm. В 2006 году Zuriaake подписали контракт с Pest Productions и в следующем году выпустили свой дебютный альбом Afterimage of Autumn. В 2015 году Zuriaake выпустили EP Gu Yan, состоящий из двух песен, который в том же году был переиздан как полноформатный альбом с большим количеством треков. Bloodfire отсутствовал с 2008 по 2012 год по причине обучения в Германии. Из-за его отсутствия, группа была практически неактивна до выхода Gu Yan в 2015 году. Группа записала свой концерт в Пекине и выпустила DVD Live in Beijing в 2015 году.
В 2017 году Zuriaake пригласили выступить на Steelfest Open Air в Финляндии, что стало первым концертом группы в Европе. Zuriaake стала первой китайской метал-группой, отыгравшей концерт на территории Северной Европы. В период со 2 августа 2019 года по 19 августа 2019 года группа гастролировала по Европе и выступила на нескольких музыкальных фестивалях, в том числе на Wacken Open Air. В 2018 году Zuriaake выступили на фестивале Roadburn в Нидерландах и Brutal Assault в Чехии.
В марте 2020 года французский лейбл Season of Mist объявил о подписании контракта с Zuriaake, планируя выпустить их третий альбом, а также переиздать первые два альбома.

## Музыкальный стиль
Zuriaake играет традиционный блэк-метал с влияниями китайской музыки. В интервью Bloodsea заявил, что группа решила играть блэк-метал, потому что ни один другой музыкальный стиль в жанре метала не может выразить то, что хотели сказать участники группы. Блэк-метал и его взгляды на человечество, природу, политеизм и поклонение предкам имеют уникальный философский темперамент, который подходит к музыке группы. Музыканты считают, что простые мелодии легче понять, чем сложные аранжировки, а «использование простых мелодий для описания чего-то величественного является превосходным способом выражения искусства». Наряду с типичными инструментами, используемыми в блэк-метале, группа использует традиционные китайские инструменты, таких как деревянная рыба, колокольчики и сюнь. Во время спокойных и мелодичных пассажей гитары создают традиционное звучание. Некоторые песни группы длятся более 20 минут. В качестве музыкальных влияний Bloodfire называет такие группы, как Bathory, Mayhem, Candlemass, Abigor и Burzum. В другом интервью группа заявляет, что черпает вдохновение из Mortiis и Ulver.
Лирически музыканты черпают вдохновение в традиционных, фольклорных китайских стихах, поэтому в песнях Zuriaake прослеживаются китайские легенды и китайская мифология. Кроме того, группа заявила, что период между 771 г. до н. э. и 221 г. до н. э. (также известный как период Сражающихся царств) послужил им источником вдохновения из-за того, что публикации в этот период демонстрировали эмоциональную интенсивность и отчаяние, что подходит для жанра блэк-метал. В связи с тем, что Китай не имеет христианского происхождения, антихристианские или сатанинские темы не актуальны для музыкантов. Вместо этого музыканты больше внимания уделяют философии и истории Китая.

## Сценический образ
Во время концертов группа широко использует дымогенератор. Участники группы, за исключением барабанщика, носят чёрную одежду в стиле ханьфу, а также китайские фермерские шляпы, которые закрывают лица музыкантов с намерением изобразить образ старых рыбаков. Микрофонная стойка украшена традиционными фонарями и ветками. Во время концертов участники группы не используют корпспейнт. После каждой песни участники группы кланяются зрителям и делают традиционные жесты руками в знак уважения.
О участниках группы существует мало информации. Bloodfire — единственный участник блэк-метал-проекта Yn Gizarm. Участники Zuriaake также участвуют в китайском атмосферик-блэк-метал/dungeon synth-проекте Demogorgon вместе с участниками Holyarrow и Destruction of Redemption.

## Название группы
Согласно англоязычным интернет-журналам и газетам, название группы Zuriaake является портманто на китайском языке и означает буквально «Озеро погребённых трупов». Название является метафорой китайского поэта Цюй Юаня, который утопился из-за своей ненависти к правительству.

## Дискография

### Студийные альбомы
- 2007 — Afterimage of Autumn
- 2015 — Gu Yan

### EP
- 2012 — Winter Mirage
- 2015 — Gu Yan
- 2019 — Resentment in the Ancient Courtyard

### Сплиты, синглы, концертные альбомы
- 2005 — Autumn of Sad Ode — Siming of Louian (сплит с Yn Gizarm)
- 2015 — Yao Ji (сингл)
- 2015 — Live in Beijing (концертный альбом)